# پروژه جادوگر بلر
پروژهٔ جادوگَرِ بِلِر (به انگلیسی: The Blair Witch Project) یک فیلم ترسناک فراطبیعی به سبکِ ویدئوی پیداشده محصول ۱۹۹۹ آمریکا است که با نویسندگی، کارگردانی و تدوین دانیل مایریک و ادواردو سانچز توسط شرکت هاکسان فیلمز ساخته شد.
داستان فیلم روایت سه دوست با بازی هتر دوناهو، مایکل سی ویلیامز و جاشوآ لنرد است که در سال ۱۹۹۴ به دنبال تهیه فیلمی مستند دربارهٔ یک افسانه محلی به نام «جادوگرِ بلر» هستند که راجع به روح یک زن جادوگر به نام «الی کدِوْارْد» (یک واروواژه روی ادوارد کلی) است که در یک تاون‌شیپ به نام «بِلِر» (Blair) که نام امروزی آن بورکیتسویل است زندگی می‌کرد تااینکه در سال ۱۷۸۵ از آنجا تبعید و طرد شد.
پروژه جادوگر بلر موفقیت تجاری زیاد و امتیازات بالایی از منتقدین فیلم در بیشتر رسانه‌ها کسب‌کرد، ولی مخاطبین واکنش‌های متفاوت داشتند. دی‌وی‌دی این فیلم در دسامبر ۱۹۹۹ منتشر شد. در ۲۷ اکتبر ۲۰۰۰ یک دنباله با عنوان کتاب سایه‌ها: جادوگر بلر ۲، و در سپتامبر ۲۰۱۶ نیز یک دنبالهٔ مستقیم برای آن با عنوان جادوگرِ بلر به کارگردانی آدام وینگارد و نویسندگی سایمون برت منتشر شدند.

## داستان
در سال ۱۹۹۴ میلادی، سه مستندساز جوان به نام‌های هتر دوناهو، مایکل سی ویلیامز و جاشوآ لنرد تصمیم به تهیه فیلمی مستند از یک رویداد واقعی در زمان‌های گذشته می‌کنند که پروژه جادوگرِ بلر نام گرفته است.
فیلم در قالب یک مستند هیچوقت پخش‌نشده از آن سه دانشجو است که با یافتن فیلم مذکور توسط پلیس، پخش آن آغاز شده است. پلیس که فیلم را می‌بیند، تصور می‌کند سه جوان قصد نوعی شوخی داشته‌اند و فیلم را به نمایش عمومی می‌گذارند.

### داستان جادوگر بلر (دهه ۱۹۴۰)
راهبی به نام راستین پار (واروواژه روی راسپوتین)، هفت نفر از کودکان که دانش‌آموز وی بوده‌اند را به طرز وحشیانه به قتل می‌رساند. او آن‌ها را به خانه‌ای متروکه می‌برد. هرروز، دونفر از دانش‌آموزان به این ترتیب کشته می‌شوند: یک نفر به سوی دیوار اتاق می‌ایستد و حق ندارد روی برگرداند در هنگامی که دیگری به سختی شکنجه و در نهایت کشته می‌شود. وقتی دانش‌آموز اول کشته شد، دانش‌آموزی که روی خود را به دیوار کرده بود نیز شکنجه و کشته می‌شود. پس از پایان قتل‌ها، پار دستگیر می‌شود ولی در جواب بازجویی‌ها می‌گوید فردی به نام «جادوگر بلر» او را مجبور به این کار کرده و گفته باید کسانی را که بیش از همه به او نزدیکند به قتل برساند وگرنه خود به قتل خواهد رسید. با این حال، پس از اتمام دادگاه، پار به دار آویخته می‌شود.

### داستان مستندسازی (سال ۱۹۹۴)
سه مستندساز آماتور تصمیم می‌گیرند فیلمی مستند از این واقعه بسازند. آن‌ها به سمت آن خانه متروکه حرکت می‌کنند ولی وقتی راه خود را در جنگل گم می‌کنند، به زودی جاشوا گم می‌شود. از این به بعد، اتفاقات وحشت‌برانگیز دیگری نیز برای دو بازمانده می‌افتد و آن‌ها حتی به درستی اطلاع ندارند چه اتفاقی برای جاشوا افتاده است. سرانجام وقتی به خانه متروکه می‌رسند، صدای جیغ‌های جاشوا را می‌شنود که از اتاق بالا، همان اتاقی که راستین پار بچه‌ها را در آن به قتل رسانده‌بود می‌آید. لئونارد بالا می‌رود ولی هیثر پایین منتظر می‌ماند. وقتی صدایی از لئونارد نمی‌شنود، بالا می‌رود. او که دوربین دستش است، وارد اتاق می‌شود…
لئونارد آن‌جاست، زنده؛ ولی او رو به دیوار ایستاده! این آخرین صحنه است که هتر قبل از این که توسط فردی از پشت سر ضربه بخورد و به زمین بیفتد فیلم‌برداری می‌کند، سپس فیلم پایان می‌یابد.
توضیحات احتمالی برای پایان فیلم
1. یکی از توضیحات رایج این است که جاشوا و لئونارد همه این برنامه را برای ترساندن هیثر ترتیب داده‌اند و در سکانس پایانی این جاشوا است که به سر وی ضربه می‌زند.
2. دیگر توضیح، این است که همان اتفاقی که برای راستین پار افتاده، برای جاشوا نیز افتاده: جادوگر بلر پس از ربودن وی، به او دستور داده نزدیک‌ترین دوستانش را به قتل برساند. در این توضیح نیز، فردی که به سر هیثر ضربه می‌زند جاشوا است.
3. جادوگر بلر، می‌خواهد از شیوه قتل محبوبش که روی راستین پار استفاده کرده‌بود روی سه جوان استفاده کند. او جاشوا را همان ابتدا می‌کشد؛ و در صحنه پایانی نیز این جادوگر بلر است که هیثر را بیهوش می‌کند.
4. جادوگر بلر وجود ندارد، و جادوگر بلر همان راستین پار است. وی که به دار آویخته شده، روحش به خانه برگشته و از روش محبوب قتلش روی سه جوان استفاده کرده و در سکانس پایانی نیز راستین پار است که هیثر را با ضربه‌ای نقش زمین می‌سازد.